# Comuna Mîhia, Pervomaisk
Mîhia (în ucraineană Мигія) este o comună în raionul Pervomaisk, regiunea Mîkolaiiv, Ucraina, formată din satele Haiivske, Kuripciîne și Mîhia (reședința).

## Demografie
Componența lingvistică a comunei Mîhia
     Ucraineană (95,16%)
     Rusă (4,4%)
     Alte limbi (0,44%)
Conform recensământului din 2001, majoritatea populației comunei Mîhia era vorbitoare de ucraineană (95,16%), existând în minoritate și vorbitori de rusă (4,4%).